# Rudolf van den Berg
Rudolf van den Berg (* 6. Januar 1949 in Rotterdam; † 12. Juli 2025) war ein niederländischer Regisseur und Drehbuchautor. International bekannt wurde er durch die Kinofilme Bastille, Das Zeichen, Tod im kalten Morgenlicht, Snapshots – Bilder der Erinnerung oder Tirza.

## Leben und Karriere
Rudolf van den Berg, geboren 1949 in Rotterdam, studierte zuerst Kunstgeschichte, später dann Politikwissenschaft in Amsterdam und erhielt seinen MA im Jahr 1975. Zwischen 1976 und 1979 drehte er eine große Anzahl von Dokumentarfilmen. Die bekanntesten wie De plaats van de vreemdeling oder Sal Santen rebel setzte er 1982 als Regisseur in Szene.
1984 realisierte er unter der Produktion von George Sluizer mit dem Drama Bastille mit den Schauspielern Derek de Lint, Geert de Jong und Evelyne Dress dann seine erste eigene Kinoproduktion, zu der er auch das Drehbuch verfasste. Für Bastille gewann van den Berg den ersten seiner drei Goldenen Kälber als bester Regisseur beim Niederländischen Filmfestival.
Zu Beginn der 1990er Jahre verfilmte er mit Das Zeichen einen Abenteuerfilm in der Besetzung Monique van de Ven, Esmée de la Bretonière und Kenneth Herdigein. 1996 folgte mit dem Remake die britisch-niederländisch-deutsche Co-Produktion Tod im kalten Morgenlicht mit der internationalen Besetzung von Schauspielern wie Richard E. Grant, Lynsey Baxter, Perdita Weeks und Simon Cadell nach einer Literaturvorlage des Schriftstellers Friedrich Dürrenmatt. Ende der 1990er Jahre arbeitete er als Regisseur auch für das Fernsehen, unter anderem für die Fernsehserie Oud geld.
2002 entstand mit Burt Reynolds, Julie Christie und Carmen Chaplin der romantische Liebesfilm Snapshots – Bilder der Erinnerung. Erst acht Jahre später im Jahr 2010 setzte er mit der preisgekrönten Regiearbeit an dem Drama Tirza dann seine Karriere im Kino fort. Beim Niederländischen Filmfestival gewann der Film in den Kategorien beste Regie und bester Schnitt. In den Hauptrollen spielten Sylvia Hoeks, Abbey Hoes und Johanna ter Steege. 2012 verfilmte Rudolf van den Berg dann mit Katja Herbers, Tygo Gernandt und Karl Markovics das Kriegsdrama Süskind.

## Auszeichnungen
- 1984: Goldenes Kalb beim Niederländischen Filmfestival in der Kategorie Beste Regie für Bastille
- 1997: Goldenes Kalb beim Niederländischen Filmfestival in der Kategorie Beste Regie für For My Baby
- 2010: Goldenes Kalb beim Niederländischen Filmfestival in der Kategorie Beste Regie für Tirza

## Filmografie (Auswahl)

### Als Regisseur
- 1982: De plaats van de vreemdeling (Dokumentarfilm)
- 1982: Sal Santen rebel (Dokumentarfilm)
- 1984: Bastille
- 1985: Stranger at Home (Dokumentarfilm)
- 1987: Zoeken naar Eileen
- 1989: De avonden
- 1992: Das Zeichen (De Johnsons)
- 1996: Tod im kalten Morgenlicht (The Cold Light of Day)
- 1997: For My Baby
- 1998: De keerzijde (Fernsehserie, 1 Episode)
- 1999: Oud geld (Fernsehserie, 4 Episoden)
- 2002: Snapshots – Bilder der Erinnerung (Snapshots)
- 2010: Tirza
- 2012: Süskind
- 2012: Hollandse Meesters in de 21e eeuw (Kurzdokumentarfilm)
- 2014: Hamartía: More or Less Louis van Gasteren (Dokumentarfilm)
- 2016: A Real Vermeer

### Als Drehbuchautor
- 1984: Bastille
- 1985: Stranger at Home (Dokumentarfilm)
- 1987: Zoeken naar Eileen
- 1989: De avonden
- 1997: For My Baby
- 2002: Snapshots – Bilder der Erinnerung (Snapshots)
- 2010: Tirza
- 2012: Süskind